# Світличний Тимофій Іванович
Тимофі́й Іва́нович Світли́чний (1 травня 1917 — 26 червня 1944) — радянський військовик часів Другої світової війни, командир обслуги реактивної установки 3-го гвардійського мінометного полку 3-го гвардійського кавалерійського корпусу, гвардії сержант. Герой Радянського Союзу (1945).

## Життєпис
Народився в селі Світличному, нині Золочівського району Харківської області, в селянській родині. Українець. Здобув початкову освіту.
До лав РСЧА призваний Золочівським РВК у 1939 році. Учасник німецько-радянської війни з 1942 року. Воював на Західному, 1-му та 2-му Прибалтійських і 3-му Білоруському фронтах. Двічі був легко поранений. Член ВКП(б) з 1943 року.
Особливо командир обслуги ракетної установки гвардії сержант Т. І. Світличний відзначився у боях на території Білорусі. У ніч з 25 на 26 червня 1944 року під час переправи через річку Оболянка, поблизу села Кожемяки Сєнненського району Вітебської області на колону батареї полку напали частини 299-ї німецької піхотної дивізії, що вирвалися з-під Вітебська. Батарея зайняла кругову оборону. Вогнем з реактивних установок, автоматами і гранатами особовий склад відбивався від супротивника. Вибували зі строю люди, виходили з ладу установки, але мінометники продовжували відбиватися. Обслуга під командуванням гвардії сержанта Т. І. Світличного здійснила 4 залпи в упор по ворогу, що наступав. Сам Т. І. Світличний, будучи важко пораненим, не залишив поле бою, а згуртував довкола себе усіх, хто залишився у живих. Шість годин тривав нерівний бій мінометників з чисельно переважаючим ворогом. Коли від прямого попадання пострілом з «Фердинанда» реактивна установка спалахнула, Т. І. Світличний встиг здійснити ще один залп з неї. Згорів разом з установкою.
Похований на місці бою. Влітку 1959 року з військовими почестями перепохований у місті Сєнно.

## Нагороди
Указом Президії Верховної Ради СРСР від 24 березня 1945 року «за зразкове виконання бойових завдань командування на фронті боротьби з німецько-фашистськими загарбниками та виявлені при цьому відвагу і героїзм», гвардії сержантові Світличному Тимофію Івановичу присвоєне звання Героя Радянського Союзу (посмертно).
Нагороджений орденами Леніна (24.03.1945), Вітчизняної війни 2-го ступеня (05.12.1943).

## Вшанування пам'яті
У селищі Золочів є вулиця Світличного.
У селі Світличному і селищі міського типу Золочеві Харківської області встановлені погруддя Т. І. Світличного.
У місті Сєнно Вітебської області (Білорусь) його ім'ям названо вулицю, встановлено пам'ятник.